# Castello Barbarossa
Castello Barbarossa je arheološka ruševina i ornitološka stanica u Anacapriju, na otoku Capri, Italija. Ime je dobio po bivšem korsaru i osmanskom kapudan paši (admiralu) Hayreddinu Barbarossi, koji ga je zauzeo 1535. godine i uništio 1544. godine. Datum izgradnje nije siguran, ali možda datira u kasno deveto stoljeće. Od 1898. godine građevina, koja je danas u ruševinama, bila je u vlasništvu švedskog psihijatra Axela Munthea koji ju je darovao svojoj zakladi. U okolini, zanimljivoj po botaničkim obilježjima, nalazi se otočna ornitološka postaja.

## Povijest
Datum izgradnje dvorca (oko kasnog devetog stoljeća) nije siguran. Zna se da je postojao krajem desetog stoljeća. Iskoristivši lokalnu radnu snagu, vojvode od Amalfija izgradili su ga kako bi stekli punu kontrolu nad otokom Caprijem.:str. 175. Dvorac je izvorno bio u vlasništvu Adelferija, sina Sergija II. (um. 1028.), koji je to područje nazvao Anglum ad Castellum ("ugao blizu dvorca").:str. 28. Dana 15. studenog 988. Adelferio je darovao dvorac, kao i svoje druge posjede u Anacapriju (uključujući Artimo, Orrico i Gradola), Giovanniju, grofu od Caprija. Dokument se odnosi na "unam silvam ad angulum ipsum castellum" (šuma na uglu dvorca). Zaštićeno tvrđavom, područje je uživalo u razdoblju stabilnosti u desetom i jedanaestom stoljeću.:str. 176.
Normansko osvajanje Kampanije prisililo je vojvode od Amalfija da moderniziraju strukturu kako bi pružili veći otpor neprijatelju. Unutrašnjost tvrđave tada je proširena novim elementima, uključujući kapelu s kontrafornim svodom. Ostali dodaci iz trinaestog stoljeća uključivali su cilindričnu kulu, dva zaštitna zida i druge predmete koji su bili potrebni razvojem tehnika opsade i vatrenog oružja. U petnaestom stoljeću otok Capri bio je izložen napadima muslimanskih pirata. Zbog toga je stanovništvo često koristilo tvrđavu kao sklonište. No, nakon pohoda 1535. godine, koje su predvodili osmanski gusari Hayreddin Barbarossa i Dragut, tvrđava je 1544. godine uništena, a oni koji su se tu sklonili oteli su ili opljačkali. Umjesto da je dobio ime po svom graditelju, dvorac je dobio ime po gusarskom razaraču. Anžuvinci su pokušali rekonstruirati tvrđavu, ali bez uspjeha jer su Napolitanci imali malo građevinskog iskustva. Stoga je na stanovnike Anacaprija pala briga o tvrđavi koja, kao rezultat toga, nikada nije ponovno izgrađena.:str. 176.
Dvorac Barbarossa tada je bio gotovo potpuno zaboravljen sve do osamnaestog stoljeća kada je dvorac uključen u neke geografske ugovore.:str. 174. Početkom devetnaestog stoljeća, međutim, korištili su u vojne svrhe nakon pojačanja i Britanci (1806.), koji su izgradili nasipe za puške i barutanu, i Francuzi (1808.), koji su izgradili obrambeni zid koji se proširio od dvorca do Feničkih stuba. Sredinom devetnaestog stoljeća, nakon sve većeg zanimanja književnih krugova za mediteransko okruženje i arheološke nalaze,:str. 174. putujući znanstvenici dvorac su opisali kao "ruševinu uronjenu u prekrasno divlje okruženje", au prvoj polovici dvadesetog stoljeća mjesto je postalo obavezno u svim kartama i turističkim vodičima Caprija.:str. 175.
Kao što je već spomenuto, dvorac s okolnim zemljištem kupio je Munthe koji ga je, kako je mrzio lov, pretvorio u utočište za ptice. Tijekom svog života Munthe se zalagao za ukidanje lova i uspio je uvjeriti samog Benita Mussolinija da sastavi zakon kojim se lovcima zabranjuje pristup otoku. Od 1950., godinu dana nakon Muntheove smrti, dvorac je postao dio Zaklade Axela Munthea u vlasništvu švedskog konzulata.

## Arhitektura i oprema
Tlocrt kaštela je četverokutan s polukružnim zidom. Ruševine najvišeg dijela, kao i jezgra građevine, pripadaju nekadašnjoj stambenoj zoni dvorca. Doista, postoji kapela sa zasvođenom apsidom, zvonikom i cisternom koja je korištena kao skladište. Drugo područje, udaljeno od kapele, zadržava mnoge značajke, uključujući nadsvođeni krov, malu djelomično obzidanu brazuru i lučni otvor. Na kraju, tu je soba s krovom od željeznih greda. Izgrađena od lokalnog kamena, utvrda ima zasvođene krovove i popločane podove. Najznačajnije arhitektonske značajke su njegove dvije kule, koje ukazuju na vojnu funkciju dvorca. Jedna od njih, četvrtastog oblika, izgrađena je u Švapsko doba, druga je pak kružna i izgrađena je u anžuvijsko doba.

## Temelji
Dvorac Barbarossa nalazi se u četvrti Villa San Michele u Anacapriju, nedaleko od Grotta dell' Arco. Nalazi se 412 m iznad razine mora na visoravni od 250m2, na obroncima planine Solaro.
Područje ispred utvrde karakterizira nisko grmlje ili gariga te vegetacija koja može podnijeti sušu kao rezultat malih prehrambenih potreba. Biljke uključuju jagodasto drvo, krunicu, euforbiju, vrijesak, borovnicu i mirtu. Zimi cvjetaju žarnjak, asfodel, kupusnjače, orlovi nokti, šafran i kamenjarka. U blizini dvorca rastu alepski borovi. Doista, 1901. Munthe je zasadio borovu šumu čiji je dio izgorio tijekom požara 1972. i 1987.

## Ornitološka postaja
Postavši ornitološka stanica Caprija, ornitolozi danas žive i rade na Barbarossi. To je korisna lokacija jer je planina Solaro važna stanica za ptice selice koje se gnijezde u Europi i lete u Afriku na zimu. Postaju je početkom 1980-ih pokrenula Talijanska liga za zaštitu ptica, a kasnije ju je nastavio Centar za prstenovanje Instituta za zaštitu i istraživanje okoliša u Bologni. Kako bi se olakšalo njihovo proučavanje, ptice selice se hvataju u mrežu, klasificiraju po spolu, dobi i vrsti, a zatim se važu i mjere. Promatra se i njihova "rezerva masti" jer otkriva koliko su konzumirali tijekom putovanja. Svaka ptica se zatim prstenuje za buduće praćenje, s ciljem otkrivanja njezina putovanja i mjesta podrijetla. Švedski stručnjaci vezani su za stanicu za ptice na otoku Öland i iako su se u početku koncentrirali na proljetne i jesenske migracije, sada su uključeni u specifične projekte kao što su sposobnost ptica za orijentaciju tijekom najdužih migracija i uzroci bolesti koje se prenose pticama kao i studije o selidbi leptira.